# Umm Tini
Umm Tini (tiếng Ả Rập: أم تيني) là một ngôi làng Syria nằm ở Sinjar Nahiyah ở huyện Maarrat al-Nu'man, Idlib. Theo Cục Thống kê Trung ương Syria (CBS), Umm Tini có dân số 701 trong cuộc điều tra dân số năm 2004.